# Torquay
Torquay (pronunțat /tɔrˈkiː/) este un oraș în comitatul Devon, regiunea South West, Anglia. Împreună cu orașele Paignton și Brixham formează autoritatea unitară Torbay a cărei reședință este.
1. ↑  , Wikipedia în esperanto https://www.citypopulation.de/de/uk/southwestengland/torbay/E63006890__torquay/ Lipsește sau este vid: |title= (ajutor)